# Oggetti non stellari nella costellazione del Pesce Volante
Principali oggetti non stellari visibili nella costellazione del Pesce Volante.

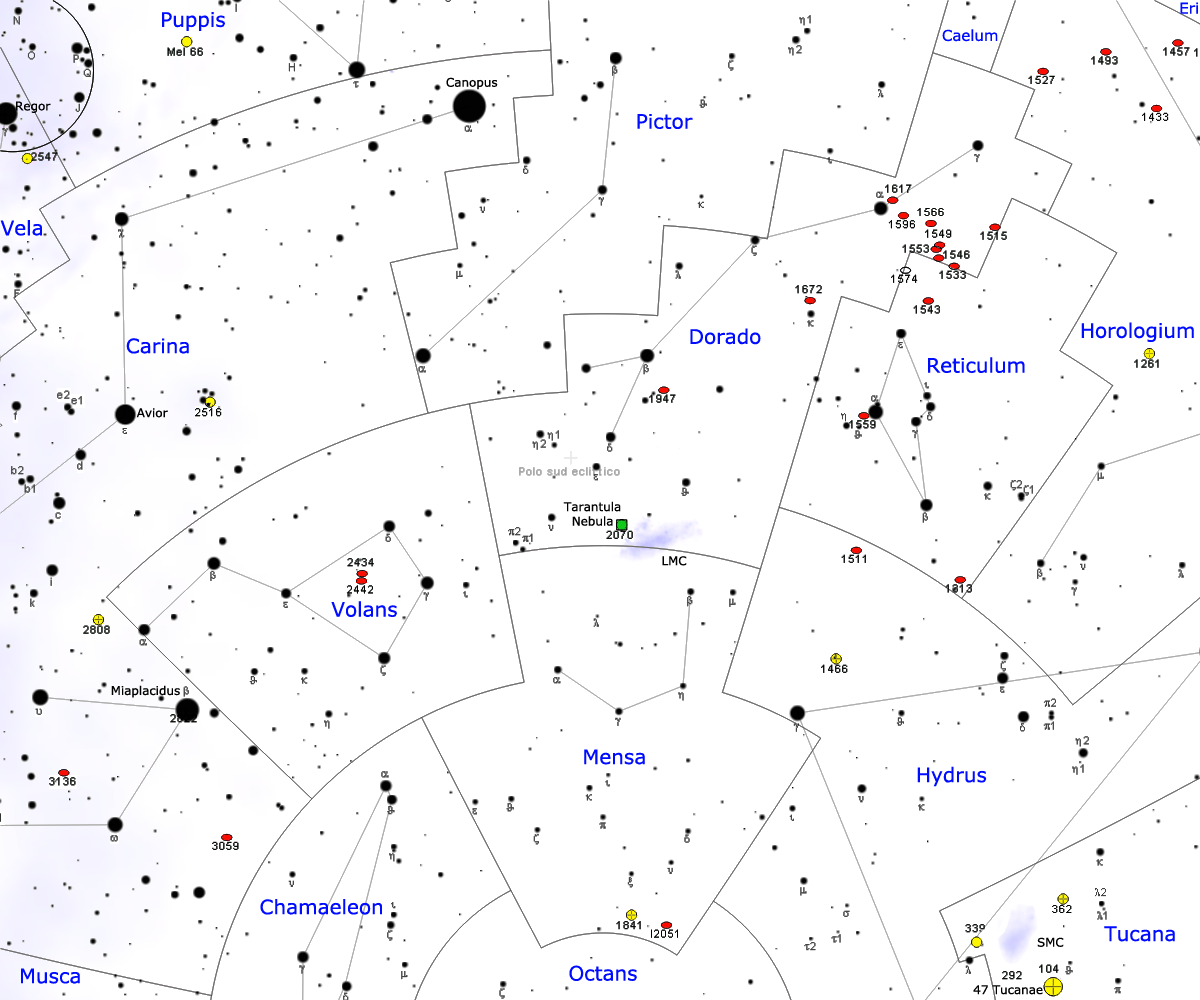
Mappa della costellazione del Pesce Volante.

## Galassie
- AM 0644-741
- NGC 2305
- NGC 2307
- NGC 2397
- NGC 2434
- NGC 2442
- NGC 2466
- NGC 2601

## Gruppi di galassie
- Gruppo di NGC 2442